# Trains de la Shoah

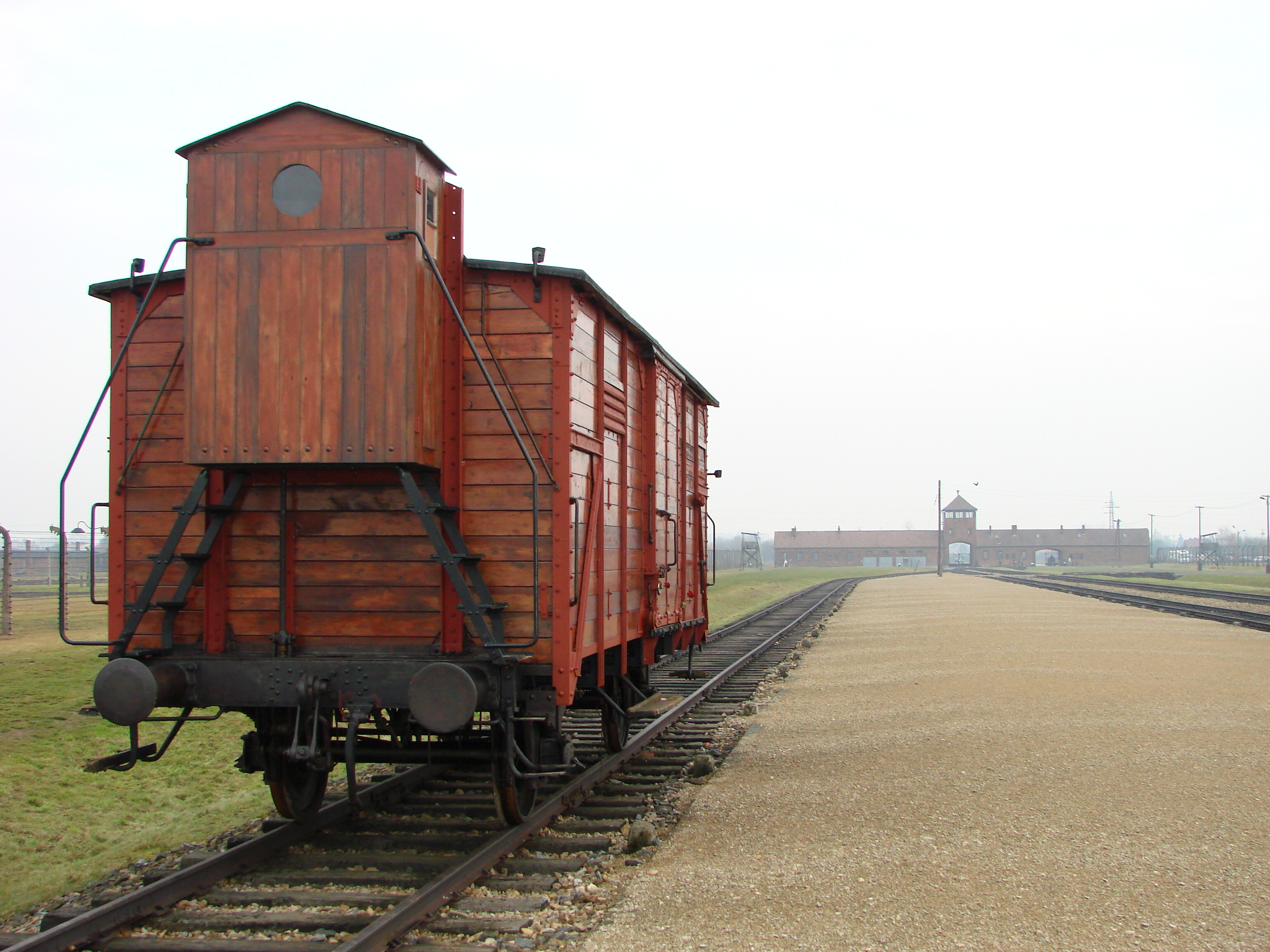
Wagon d'origine au musée national Auschwitz-Birkenau.

Les trains de la Shoah sont des transports par voies ferrées gérés par la Deutsche Reichsbahn sous la stricte supervision du Troisième Reich et de ses alliés, en vue de la déportation forcée des Juifs, ainsi que d'autres victimes de l'Holocauste vers les camps de concentration, de travail forcé et d'extermination allemands.
Les historiens modernes suggèrent que, sans le transport de masse permis par ces chemins de fer, l'ampleur de la « Solution finale » n'aurait pas été possible. Les statistiques évaluant le nombre total de victimes se basent encore en partie sur les registres d'expédition des chemins de fer allemands.

Carte générale des camps allemands dans le cadre de la « Solution finale ».